# TNT (magyar együttes)
A TNT magyar popegyüttes. Tagjai a győri Dobrády Ákos és Zuber Mena Krisztián Felícián (Inti).

## A zenekar története
Mindketten Győrből származnak, és már egészen kiskoruktól ismerték egymást. A közös kézilabdaedzések, meccsek, és a zene szeretete erősítette meg a barátságukat. Ennek eredményeképpen megalapították a TNT együttest. A zenei előképzettségük is megvolt hozzá, ugyanis Ákos 10 éven keresztül zongorázni tanult, és énektudományát is elsajátította. Inti dobolni, majd később kongázni is megtanult.
A duó 1996-ban mutatkozott meg először a nagyközönség előtt a "Bakancsdal" című dalukkal, mely felkerült a "Napszúrás" című válogatáslemezre.  A dalra felfigyelt a Warner-Magneoton kiadó is, amely lemezszerződést ajánlott a fiúknak. Ennek eredményeképpen megjelent a "Rendőrnő" című daluk, melyet a klubok és a rádióállomások is előszeretettel játszottak. A TNT egy csapásra ismertté vált az országban.

### 1997 - 2000  Az első albumtól az aranylemezig
1997-ben jelent meg első debütáló albumuk, amely a "Bomba" címet kapta,   melyről több dal is slágerlistás helyezést ért el. Az album egyik dala, a "Titkos Üzenet" című 1997 legnagyobb slágere lett, melyet az egész ország kívülről fújt. Sikerességét mi sem bizonyította jobban, hogy az Irigy Hónaljmirigy együttes paródia lemezét is ezzel a dallal reklámozta. Ugyanebben az évben a Silver Voice szakmai gáláján választották meg őket az év felfedezettjének. Az Ifjúsági Magazin közönségszavazásán szintén az év felfedezettjei címet nyerték el. Decemberben pedig átvehették az első album után járó aranylemezt, amelyből 25.000 példányt értékesítettek.
1998. szeptemberében megjelent a duó második albumát beharangozó első kislemez a "Bele vagyok zúgva" című dal, majd októberben a második album is, mely a "Bum, Bum" címet kapta. Az album sikere a bemutatkozó albumot is túlszárnyalta, remek eladási adatokat produkáltak. A csapat megkapta a MAHASZ Arany Zsiráf díját, "Az év dance albuma" kategóriában.
1999-ben megjelent a második kislemez is, a "Lakatlan sziget" című dal, melynek két változata került fel a CD kislemezre, valamint a "Sírni tudnék" és a "Bumm, Bumm" című dalok remixe is. A "Lakatlan sziget" című dalból videoklip is készült, mely a játszási listák élén szerepelt.
A TNT első élő lemezbemutató koncertjére május 22-én került sor Budapesten, ahol az együttes átvehette második aranylemezét.
A második album harmadik kimásolt kislemeze a "Sírni tudnék" című dal volt, A "Holnap hazautazom" című dalhoz a klipet Mallorca egzotikus tájain forgatták. Második albumuk szintén sikeres lett, platinalemez státuszt ért el.

### 2000 - jelenleg
A harmadik stúdióalbumuk, a "Harmadik" című TNT korong már nem tartalmazott rap betéteket, illetve dancefloor elemeket, inkább igazi pop-dance hangzást produkáltak. Ezen a lemezen egyre több hangszer csendül fel, úgy mint akusztikus és basszusgitár, vagy zongora. Néhány dalban ütős hangszereket is használtak, melyeket Inti szólaltatott meg. Négy dalban Malek Miklós is közreműködött, aki vonós hangszereken játszott. Az anyag keverését egy angliai hangmérnök végezte, aki már olyan előadókkal is dolgozott együtt, mint Christina Aguilera vagy a Westlife.
A "Bolond aki sír" című dal volt a következő kislemez, melyhez videoklip is készült. A dal a játszási listák élén volt, valamint a slágerlistákon is heteken keresztül előkelő helyen tartózkodott.
2000-ben, a harmadik lemez után is átvehették a MAHASZ Arany Zsiráf díját az "Év Dance Albuma" kategóriában.
2001 decemberében a zenekar egy akusztikus koncertlemezzel örvendeztette meg a rajongóit. A legsikeresebb dalokat egy csokorba gyűjtve, akusztikus változatban adták elő három új dal kíséretében.
A duó Kisstadionbeli koncertje előtt megjelent a "Kicsi gesztenye" című daluk, mely annyira közkedvelt rádiós sláger lett, hogy több mint egy évig szerepelt a rádiós játszási listákon. Az akusztikus album dupla platinalemez lett.
2002. június 14-én szombat este 20 órakor a duó egy két és fél órás koncertet adott 12.000 ember előtt. A koncert óriási siker volt.
A TNT új albuma közel három év után jelent meg, és az "Egyetlen szó" nevet kapta. Az albumon 11 vadonatúj felvétel található. Ezen az albumon található először olyan dal, amelyet Inti önállóan énekelt el, ez pedig az "Élj az élettel" című felvétel. Illetve ezen az albumon található a "Híd a folyót" című lírai dal, amelyet Ákos Szekeres Adriennel közösen adott elő. További érdekesség, hogy a GYISM jóvoltából - egy ajándék multimédiás CD-t is tartalmaz az album, amely a kábítószer problémákkal küszködő fiatalok számára komoly segítséget jelentő információkat tartalmaz. Az album alig három héttel a megjelenés után aranylemez státuszt kapott.
2005.nyarán a TNT zenekar bejelentette,hogy feloszlik, s Ákos és Inti útjai különváltak. Rajongóiktól szeptember 24-én egy búcsúkoncerttel köszöntek el, amelyen közel 13 ezer ember vett részt. A feloszlással ellentétben 2011-ben közösen egy Aréna koncerttel ünnepelték a duó 15. születésnapját. 2007-ben a duó egy dupla "Best of" CD-t jelentetett meg a legnagyobb slágerekkel.
2024. december 20-án a duó több mint 10 év után új dallal jelentkezett, mely az "Ébren álmodtunk" címet kapta. A jellegzetes TNT-s hangzás hamar a rajongók és a rádiók kedvence lett. A dal rövid idő alatt a játszási listák élére került.
2025. március 29-én a zenekar 30 éves évfordulója alkalmából egy gigantikus show keretében lépett színpadra az MVM Dome-ban. A koncert hatalmas siker volt. A koncert vendégei voltak az FLM zenekar, akik három dal erejéig a színpadon voltak. A zenekar frontembere Császár Előd meghatározó személyiség volt a duó életében.  Rá két napra megjelent a csapat "Best of" című válogatásalbuma tíz dallal először bakelit lemezen exkluzív clear vinylen, rózsaszín és kék mintával.

## Diszkográfia

### Stúdióalbumok
- Bomba – aranylemez (1997)
- Bumm-bumm – platinalemez (1999)
- Három – platinalemez (2000)
- Unplugged –másképpen – dupla-platinalemez (2001)
- Egyetlen szó – platinalemez (2003)
- Koncert a Kisstadionban (2004)

### Válogatáslemezek
- Napszúrás (1996)
- Best of (cd) (2007)
- Best of (vinyl) (2025)

### Kislemezek
- Rendőrnő (1997)
- Bele vagyok zúgva (1998)
- Olyan YO volt (1998)
- Lakatlan sziget (1999)
- Sírni tudnék / Holnap hazautazom (1999)
- Bolond, aki sír...! (2000)
- Miért vagy szomorú (2000)
- Tiltott perc (2001)
- Kicsi gesztenye (2002)
- Nem jön álom a szememre (2002)
- Hova visz a hajó (2003)
- Egyetlen szó (2003)
- Nem találok szavakat (2004)
- Híd a folyót (2004) duett Szekeres Adriennel
- Hallgasd, hogy zsong a tavasz (2005)
- Ébren álmodtunk (2024)

## Külső hivatkozás
- A TNT hivatalos honlapja
- A TNT hivatalos facebook oldala
- A duó hivatalos Instagram oldala
- A duó YouTube csatornája